# 南山城村
南山城村（みなみやましろむら）は、京都府南部に位置し、相楽郡に属する村。

## 概要

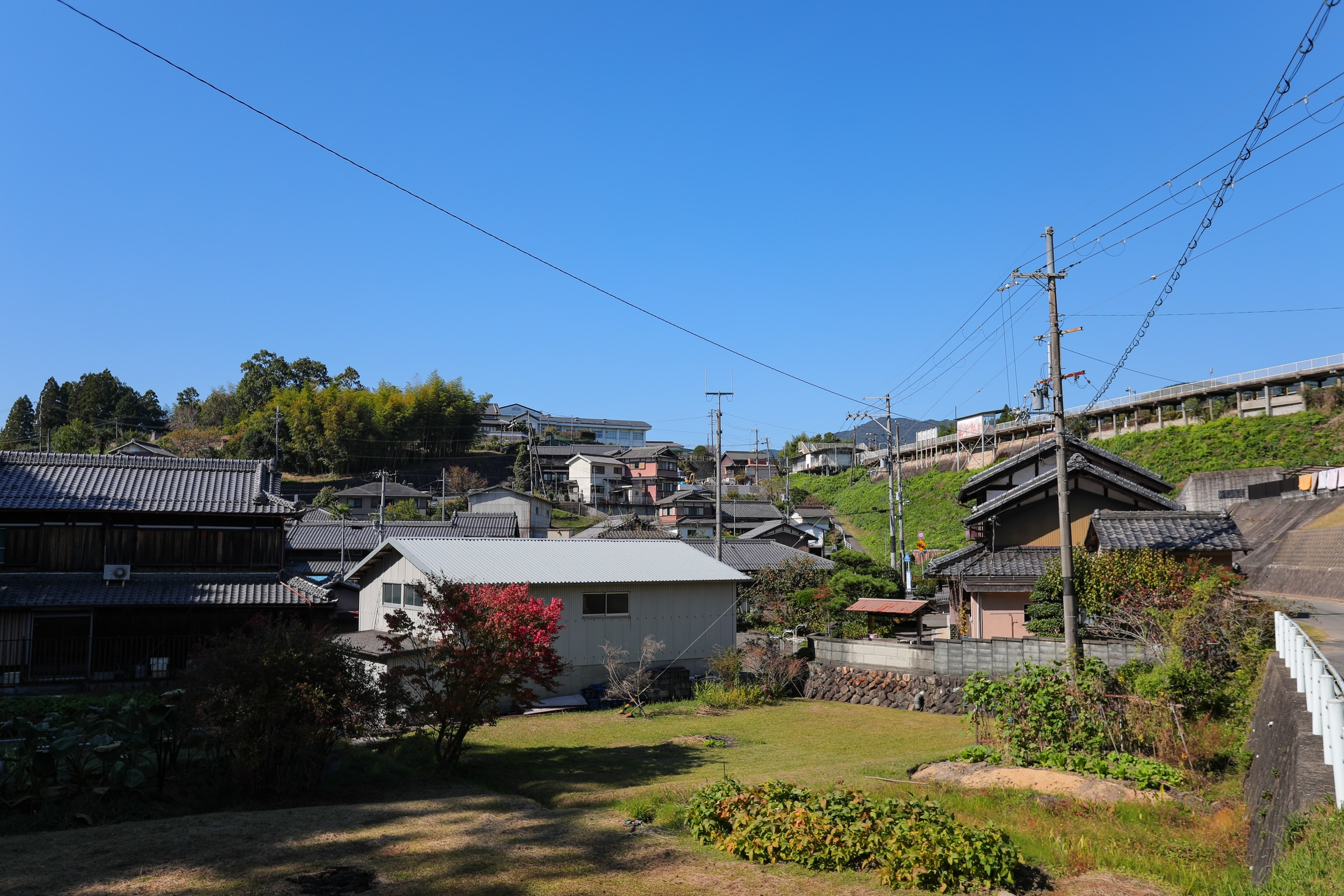
月ヶ瀬口駅近くの町並み

京都府唯一の村となっており、京都府では最東端、且つ、最南端の自治体である。「自然が薫り 絆が生きる 自立するむら！みなみやましろ」を村の標語に掲げている。

## 地理

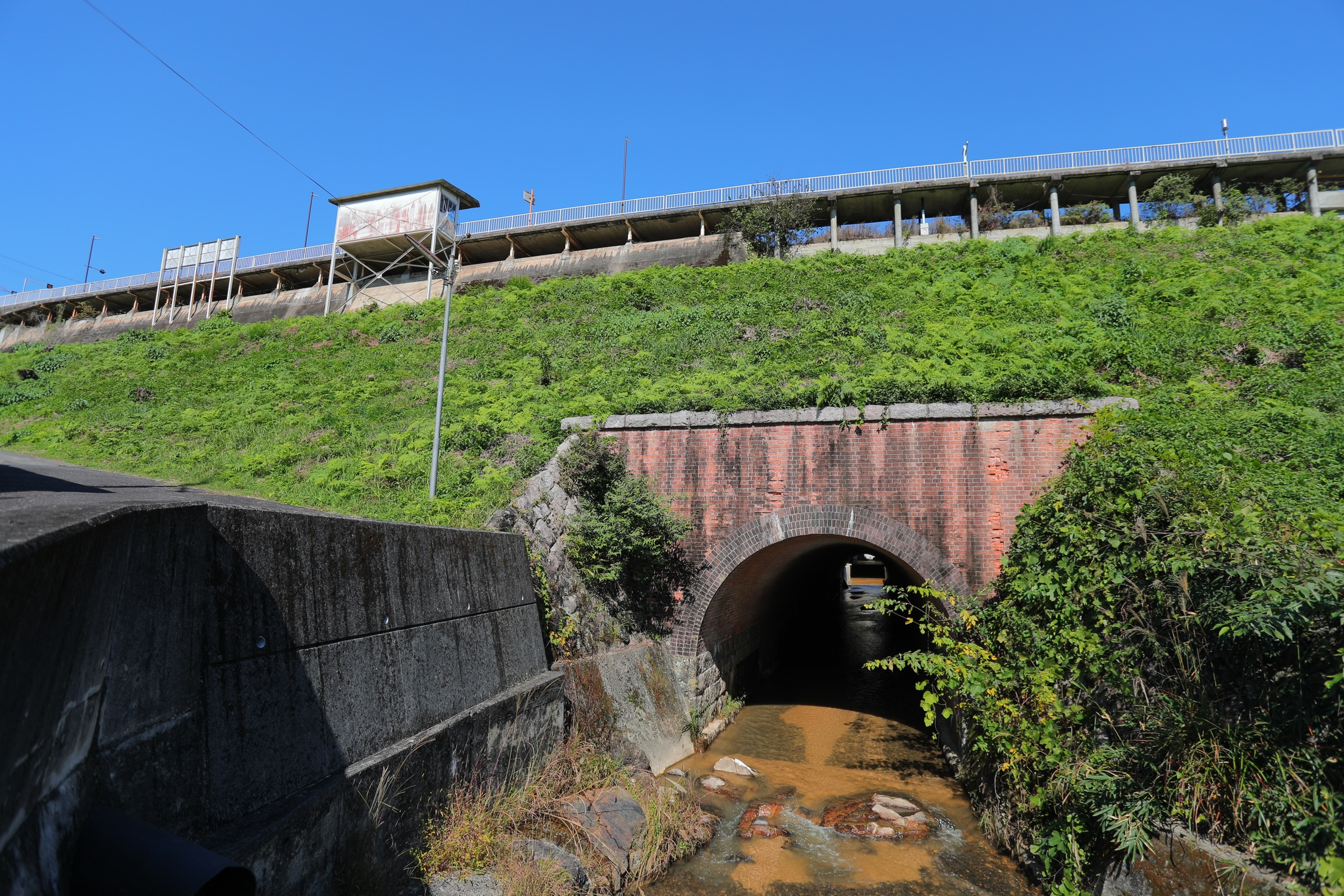
月ヶ瀬口駅下の水路

### 地形

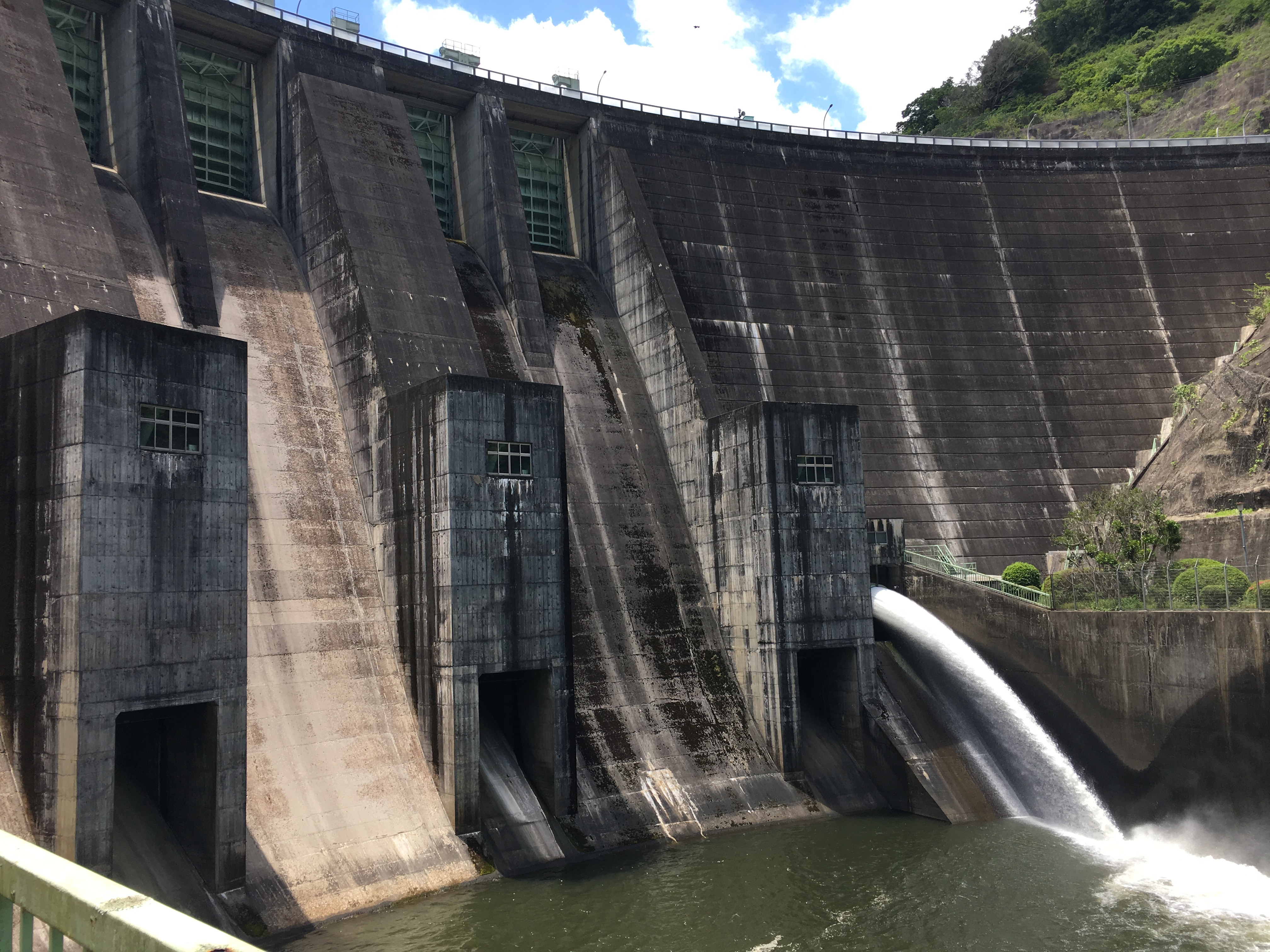
高山ダム

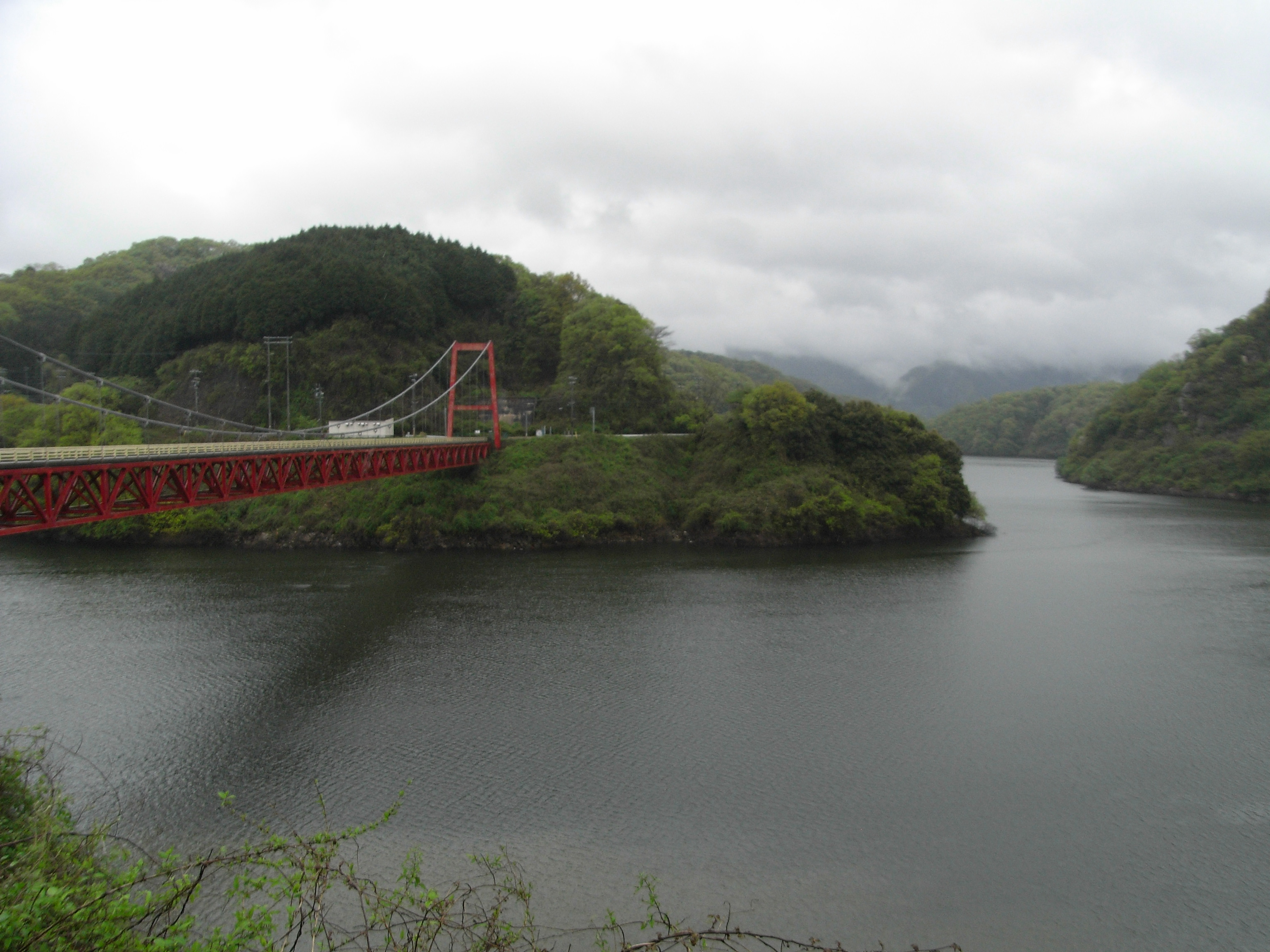
月ヶ瀬湖

#### 河川
主な川
- 木津川・名張川（夢絃峡で合流）
- 山城谷川
- 渋久川

#### 湖沼
主な湖
- 月ヶ瀬湖

主なダム
- 高山ダム

### 人口
2010年（平成22年）国勢調査より前回調査からの人口増減をみると、11.19%減の3,078人であり、増減率は府下26市町村中24位、36行政区域中34位。
| |                                          |  |
| 南山城村と全国の年齢別人口分布（2005年） | 南山城村の年齢・男女別人口分布（2005年） |  |
| ■紫色 ― 南山城村 ■緑色 ― 日本全国 | ■青色 ― 男性 ■赤色 ― 女性                |  |
| 南山城村（に相当する地域）の人口の推移 \| 1970年（昭和45年） \| 3,570人 \| \| \| 1975年（昭和50年） \| 3,388人 \| \| \| 1980年（昭和55年） \| 3,396人 \| \| \| 1985年（昭和60年） \| 3,701人 \| \| \| 1990年（平成2年） \| 3,890人 \| \| \| 1995年（平成7年） \| 4,024人 \| \| \| 2000年（平成12年） \| 3,784人 \| \| \| 2005年（平成17年） \| 3,466人 \| \| \| 2010年（平成22年） \| 3,078人 \| \| \| 2015年（平成27年） \| 2,652人 \| \| \| 2020年（令和2年） \| 2,391人 \| \| |                                          |  |
| 総務省統計局 国勢調査より |                                          |  |
| 1970年（昭和45年） | 3,570人                                  |  |
| 1975年（昭和50年） | 3,388人                                  |  |
| 1980年（昭和55年） | 3,396人                                  |  |
| 1985年（昭和60年） | 3,701人                                  |  |
| 1990年（平成2年） | 3,890人                                  |  |
| 1995年（平成7年） | 4,024人                                  |  |
| 2000年（平成12年） | 3,784人                                  |  |
| 2005年（平成17年） | 3,466人                                  |  |
| 2010年（平成22年） | 3,078人                                  |  |
| 2015年（平成27年） | 2,652人                                  |  |
| 2020年（令和2年） | 2,391人                                  |  |

2017年（平成29年）には過疎地域に指定された。京都府南部では隣接する笠置町、和束町が以前から指定されていたが、南山城村は長らく指定を受けていなかった。

### 隣接自治体
京都府
- 相楽郡：笠置町
- 相楽郡：和束町

三重県
- 伊賀市 - 伊賀・山城南定住自立圏形成協定を結んでいる。

滋賀県
- 甲賀市

奈良県
- 奈良市

## 歴史

### 古代
平安時代
- 896年（寛平8年）完成の『類聚三代格』に南山城村の「大河原」の名が見られる[2]が、『和名抄』には当村の領域と推定される地名は認められず、当時はこの地域の開発が進んでいなかった事がうかがえる[3]。

### 中世
南北朝時代
- 1331年（元弘元年）に後醍醐天皇が挙兵した元弘の変では、当地の豪族の大河原氏と田山氏が笠置の天皇方に合流した[3]。

### 近世
江戸時代
- 高尾村、法ヶ平尾村、田山村、北大河原村、南大河原村、野殿村があった（いずれも柳生藩に所属）。
- 木津川の水運の起点で、信楽焼の出荷や木材の積み出し場であったが、1897年（明治30年）に加茂・伊賀上野間に鉄道が開通して以後水運は衰退した[2]。

### 近現代
明治
- 明治維新後、開拓により童仙房村ができ、高尾村と法ヶ平尾村が合併して高尾村となる[4]。

昭和
- 1953年（昭和28年）- 南山城水害により甚大な被害が発生。
- 1955年（昭和30年）4月1日 – 相楽郡大河原村（元の南大河原村、北大河原村、野殿村、童仙房村）・高山村（元の田山村、高尾村）が合併し、南山城村が誕生。
- 1961年（昭和36年）3月31日 – 準用財政再建団体に転落（1960年（昭和35年）度決算・赤字額731万7千円）。
- 1963年（昭和38年）– 財政再建完了。
- 1969年（昭和44年） - 高山ダム完成。

### 現代
平成
- 2015年（平成27年）-「日本茶800年の歴史散歩」が日本遺産に認定されたとき、南山城村の「童仙房・高尾・田山・今山の茶畑（高尾）」もその一部として認定された[5][6]。

## 行政

### 村長
- 村長 – 平沼 和彦（ひらぬま かずひこ）（2019年 – 2期目）

| 代 | 氏名       | 就任年月日                 | 退任年月日                | 備考               |
| -- | ---------- | -------------------------- | ------------------------- | ------------------ |
| 1  | 山仲清五郎 | 1955年（昭和30年）4月30日  | 1959年（昭和34年）4月29日 | 元高山村長         |
| 1  | 山仲清五郎 | 1959年（昭和34年）4月30日  | 1962年（昭和34年）9月30日 | 2期目途中で辞職    |
| 2  | 阪井國太郎 | 1962年（昭和37年）10月10日 | 1966年（昭和41年）10月9日 | 合併時の大河原村長 |
| 2  | 阪井國太郎 | 1966年（昭和41年）10月10日 | 1966年（昭和41年）10月9日 |                    |
| 2  | 阪井國太郎 | 1970年（昭和45年）10月10日 | 1974年（昭和49年）10月9日 |                    |
| 2  | 阪井國太郎 | 1974年（昭和49年）10月10日 | 1975年（昭和50年）5月13日 | 4期目途中で辞職    |
| 3  | 南一郎     | 1975年（昭和50年）6月22日  | 1979年（昭和54年）6月21日 |                    |
| 3  | 南一郎     | 1979年（昭和54年）6月22日  | 1983年（昭和58年）2月14日 | 2期目途中で辞職    |
| 4  | 森山茂樹   | 1983年（昭和58年）3月20日  | 1986年（昭和61年）2月14日 | 1期目途中で辞職    |
| 4  | 森山茂樹   | 1986年（昭和61年）3月9日   | 1987年（昭和62年）3月19日 | 出直し選挙で再選   |
| 4  | 森山茂樹   | 1987年（昭和62年）4月26日  | 1991年（平成3年）4月25日  |                    |
| 4  | 森山茂樹   | 1991年（平成3年）4月26日   | 1995年（平成7年）4月25日  |                    |
| 4  | 森山茂樹   | 1995年（平成7年）4月26日   | 1999年（平成11年）4月25日 |                    |
| 5  | 南山明     | 1999年（平成11年）4月26日  | 2003年（平成15年）4月25日 |                    |
| 5  | 南山明     | 2003年（平成15年）4月27日  | 2003年（平成15年）6月3日  | 2期目途中で辞職    |
| 6  | 橋本洋一   | 2003年（平成15年）6月29日  | 2007年（平成19年）6月28日 |                    |
| 7  | 手仲圓容   | 2007年（平成19年）6月29日  | 2011年（平成23年）6月28日 |                    |
| 7  | 手仲圓容   | 2011年（平成23年）6月29日  | 2015年（平成27年）6月28日 |                    |
| 7  | 手仲圓容   | 2015年（平成27年）6月29日  | 2019年（令和元年）6月28日 |                    |
| 8  | 平沼和彦   | 2019年（令和元年）6月29日  | 2023年（令和5年）6月28日  |                    |
| 8  | 平沼和彦   | 2023年（令和5年）6月29日   |                           |                    |

## 政治

### 村議会
- 南山城村議会　定数：10人[10]

### 衆議院
- 任期：2024年（令和6年）10月27日 - 2028年（令和10年）10月26日（「第50回衆議院議員総選挙」参照）

| 選挙区                                                                            | 議員名   | 党派名     | 当選回数 | 備考   |
| --------------------------------------------------------------------------------- | -------- | ---------- | -------- | ------ |
| 京都府第6区（宇治市、城陽市、八幡市、京田辺市、木津川市、久世郡、綴喜郡、相楽郡） | 山井和則 | 立憲民主党 | 9        | 選挙区 |

## 施設

### 警察

#### 駐在所
- 京都府警察 木津警察署（木津川市）
  - 高山駐在所
  - 大河原駐在所

### 消防
- 村内に消防署はなく、相楽中部消防組合相楽中部消防署東部出張所（笠置町）が管轄している。

### 郵便局
主な郵便局
- 南山城郵便局
- 京都高山郵便局

### 集会施設
公民館
- 高尾公民館
- 月ヶ瀬ニュータウン集会所
- 南大河原会館
- 南山城村文化会館（やまなみホール）

### 文化施設
教育施設
- 童仙房生涯学習センター
- 南山城村自然の家
- 南山城村農業者トレーニングセンター

多目的交流施設
- 南山城村移住交流スペースやまんなか

## 経済

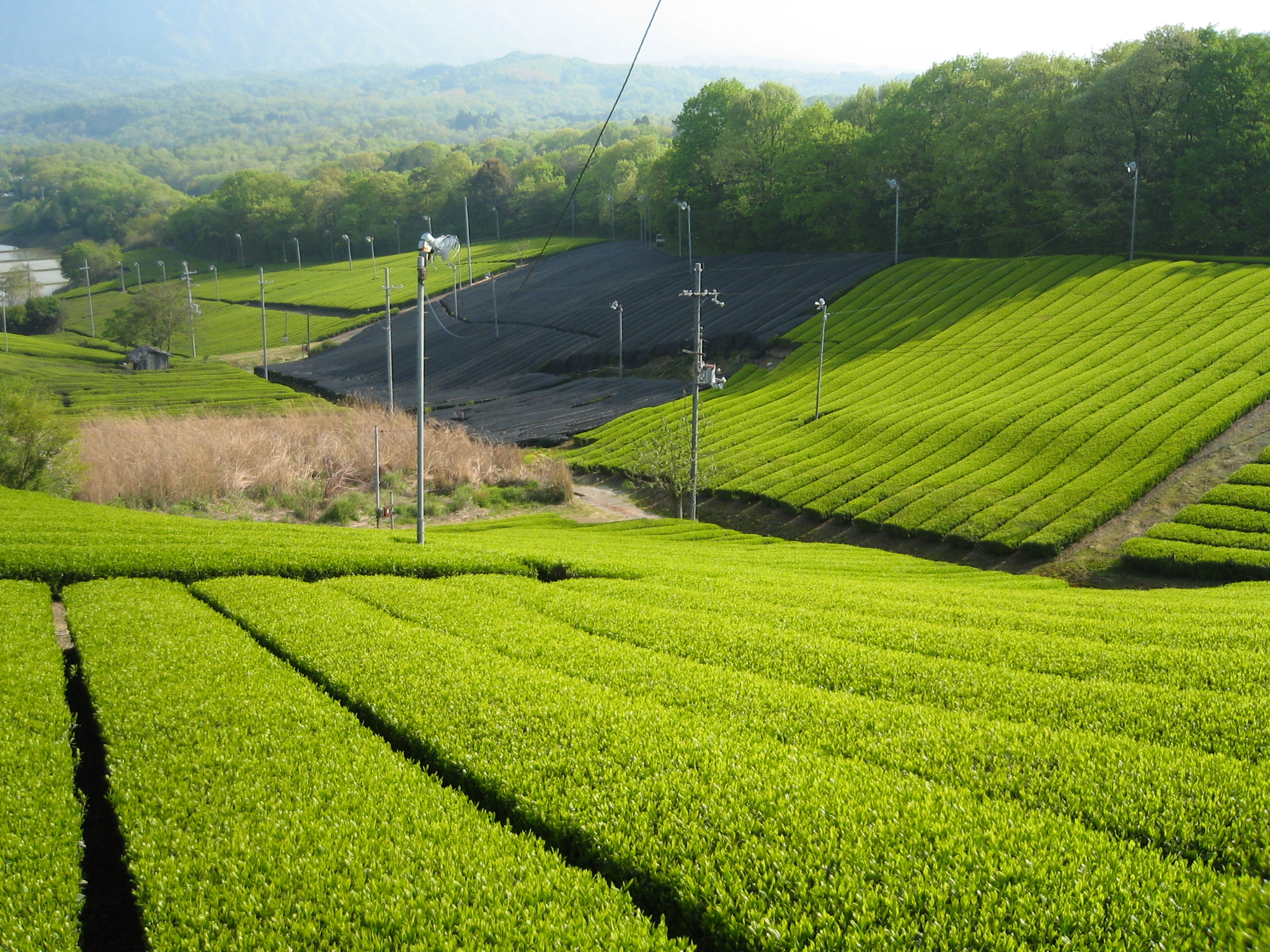
村内の茶畑。宇治茶を栽培している

### 第一次産業

#### 農業
- 宇治茶 - 静岡茶、狭山茶と並んで『日本三大茶』といわれ、生産量の少ない狭山茶を省いて静岡茶とともに『日本二大茶』ともいわれている。

南山城村の茶畑の面積は昭和中期以降大幅に拡大しており、1960年（昭和35年）には73.8ヘクタールであった作付面積は1982年（昭和57年）には263.9ヘクタールに拡大した。
なお同時期の宇治市の茶の作付面積は159.7ヘクタールから94.5ヘクタールに減少している

### 第二次産業

#### 工業
- 北本製茶工場

## 生活基盤

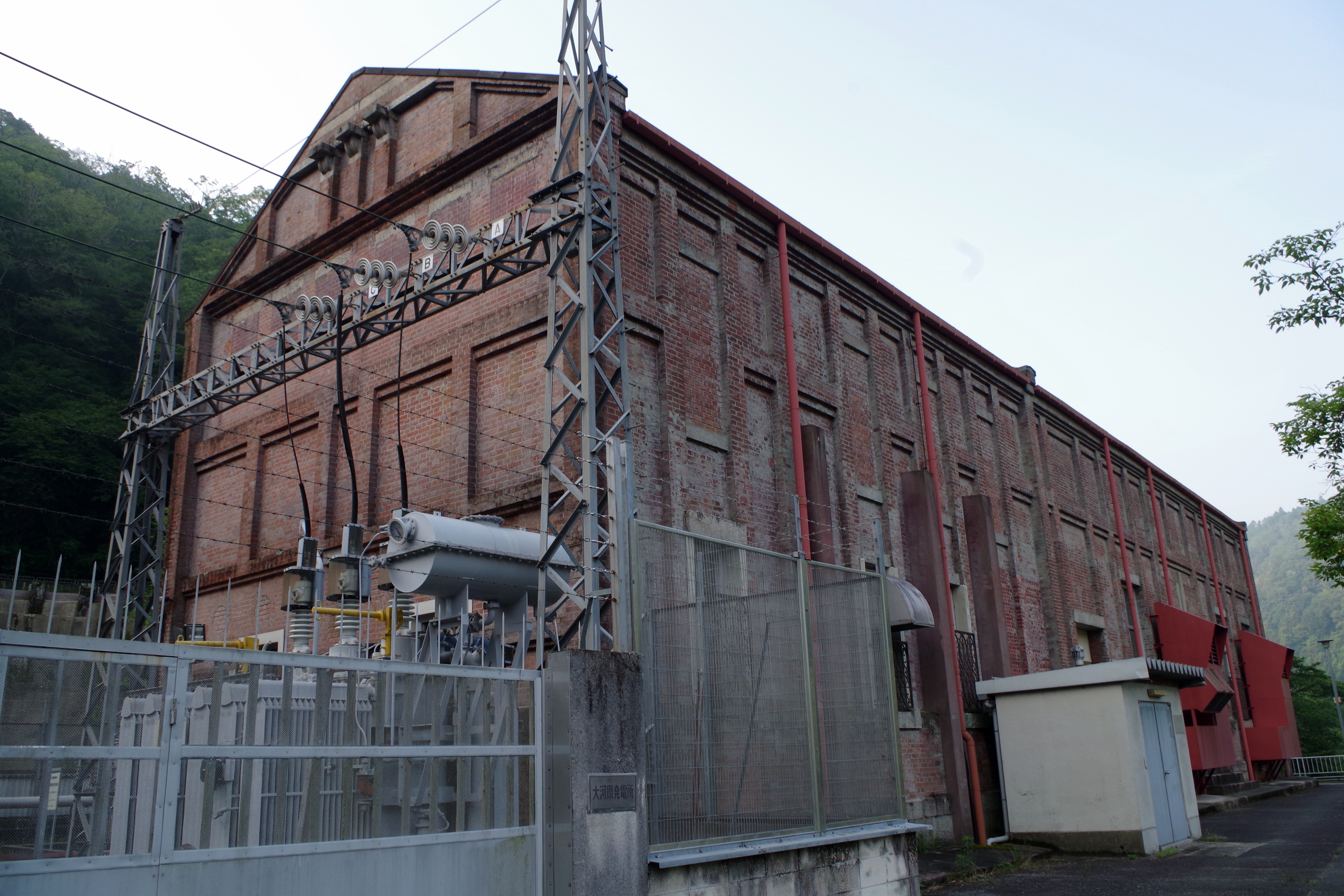
大河原発電所

### ライフライン

#### 電力
発電所
- 関西電力大河原発電所 - 2013年（平成25年）度の公益社団法人土木学会の「選奨土木遺産」となる。

#### 電信
- NTT西日本 奈良支店

市外局番
市外局番は、0743（市内局番は20～99、このうちNTT西日本は主に93、94を割り当て）となっている。
当村は京都府内にありながらNTTの区域としては奈良県扱いのため、同じ市外局番の笠置町以外の京都府内への通話は県外通話となる。
また、市外局番0742の地域（奈良市の大部分）へは市内料金で通話できる。
なお、生駒市、天理市、大和郡山市などは隣接していないが、市外局番が同じ0743のため、市外局番を省略して通話可能である。
- 0743（20～99）エリア（奈良第2MA）
  - 四條畷市（一部）、笠置町、南山城村、生駒市、天理市、奈良市（一部）、大和郡山市、安堵町、川西町（一部）、宇陀市（一部）、山添村

## 教育

### 高等学校
廃校
- 京都府立木津高等学校大河原分校（昼間定時制、1960年3月31日廃止）

### 中学校
公立
- 相楽東部広域連合立笠置中学校

廃校
- 笠置町南山城村中学校組合立笠置中学校高山分校（1976年2月15日廃止、笠置中学校へ統合）
- 笠置町南山城村中学校組合立笠置中学校野殿童仙房分教場（1976年2月15日廃止、笠置中学校へ統合）

### 小学校
公立
- 相楽東部広域連合立南山城小学校

廃校
- 南山城村立大河原小学校（2003年3月31日廃止、南山城小学校へ統合）
- 南山城村立高尾小学校（2003年3月31日廃止、南山城小学校へ統合）
- 南山城村立田山小学校（2003年3月31日廃止、南山城小学校へ統合、現・田山生涯学習センター[12]）
- 南山城村立野殿童仙房小学校（2006年3月31日廃止、南山城小学校へ統合）

### 保育園
公立
- 南山城保育園

## 交通

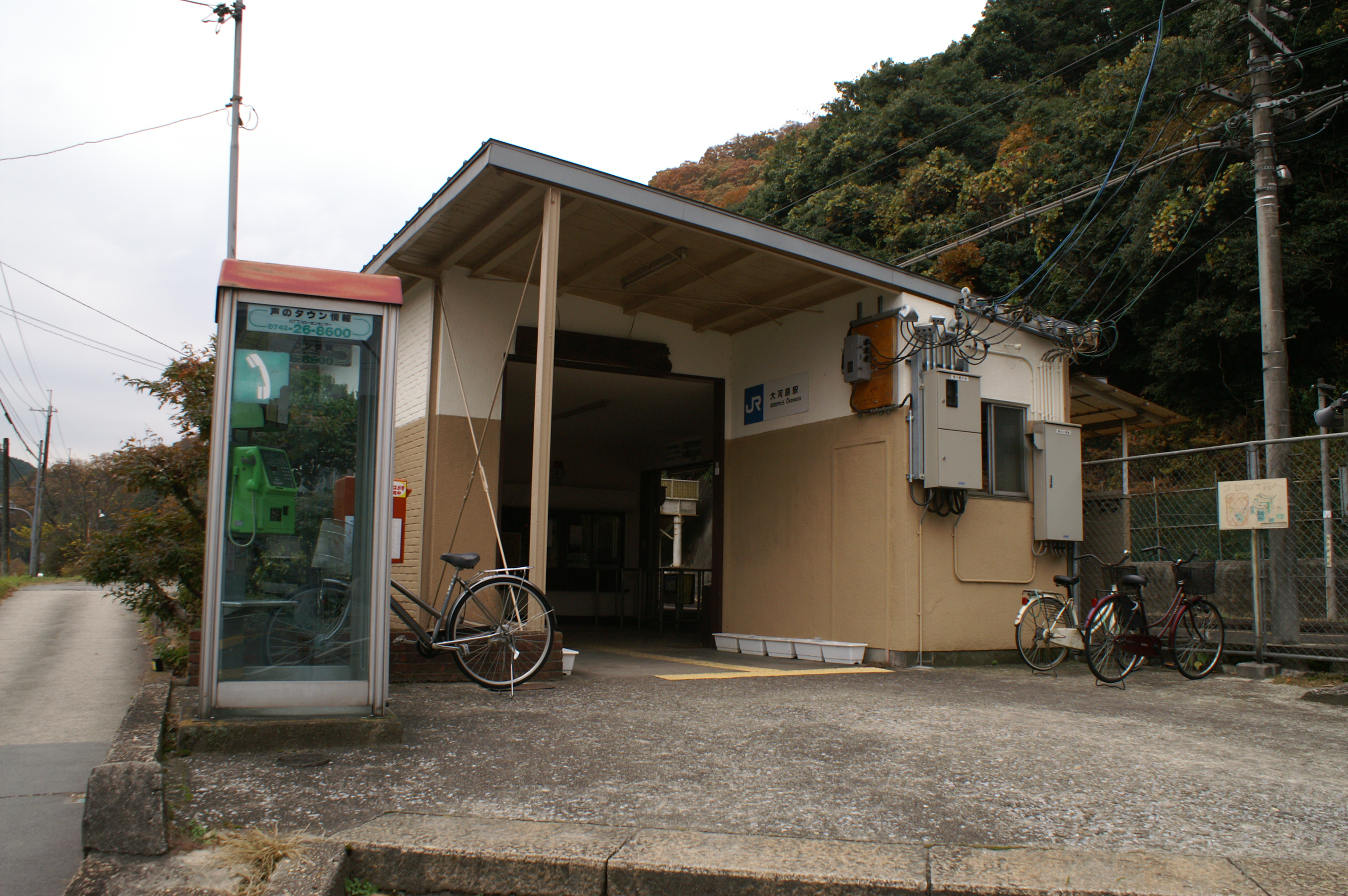
大河原駅

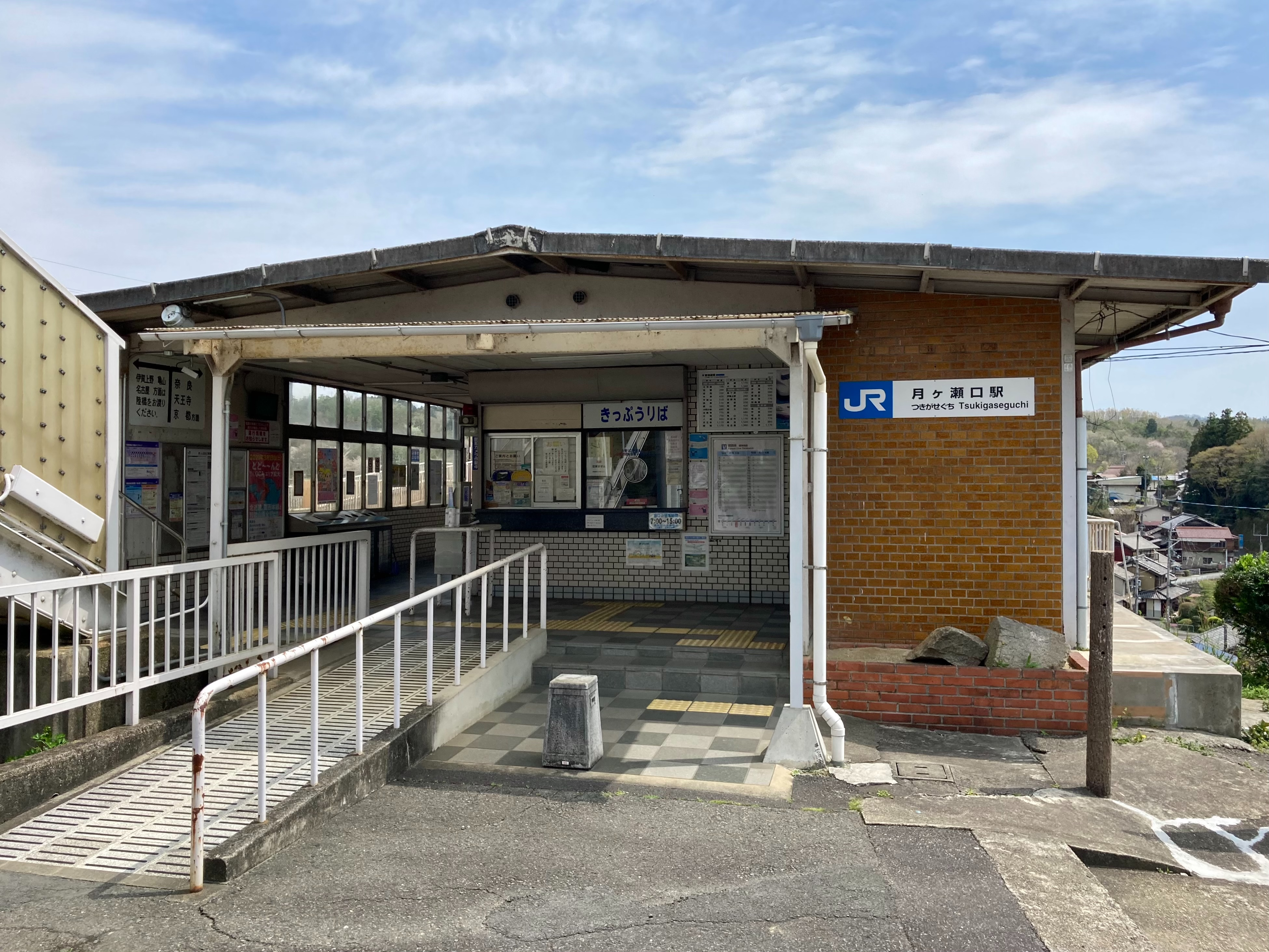
月ヶ瀬口駅

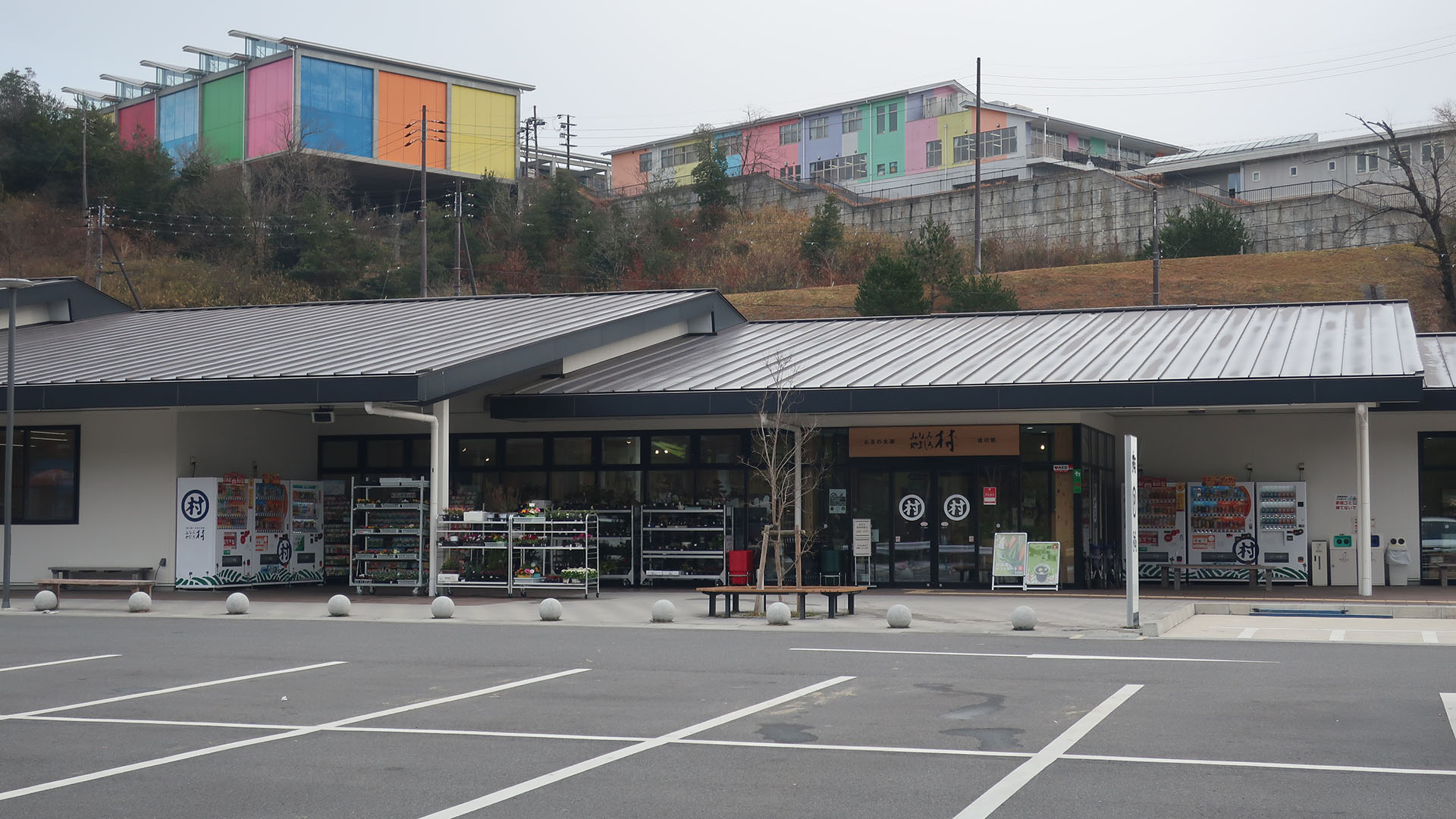
道の駅お茶の京都みなみやましろ村

### 鉄道
村の代表となる駅：大河原駅

#### 鉄道路線
西日本旅客鉄道（JR西日本）
- 関西本線：– 月ケ瀬口駅 – 大河原駅 –

### バス

#### 路線バス
- 南山城村村営バス（月曜 – 金曜運行・祝祭運休・無料）
  - 月ヶ瀬口駅～田山・高尾方面（宮ノ前経由松笠行き）
- 南山城村コミュニティバス（毎週水曜日運行・無料）
  - 大河原～野殿・童仙房方面
- 相楽東部広域バス（月・水・金・土の運行）
  - 月ヶ瀬口駅～加茂駅
- 三重交通
  - 月ケ瀬口駅～尾山口（観梅シーズン運行）

### 道路

#### 国道
- 国道163号

#### 府県道
主要地方道
- 三重県道・奈良県道・京都府道82号上野南山城線

一般府道
- 奈良県道・京都府道753号月ヶ瀬今山線

### 道の駅
- 道の駅お茶の京都みなみやましろ村 - 2017年（平成29年）4月15日にオープンした。

## 観光

### 名所・旧跡

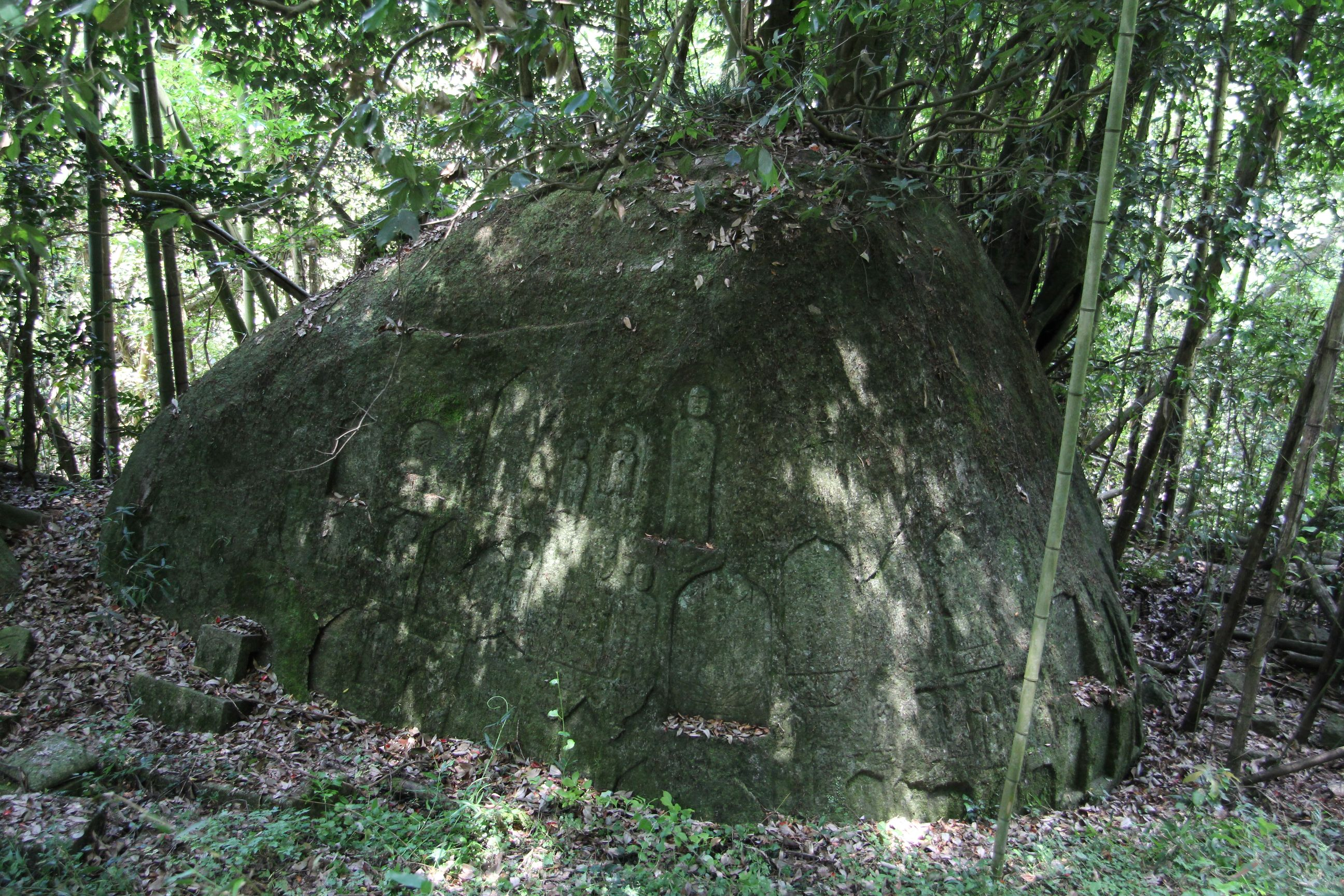
磨崖仏
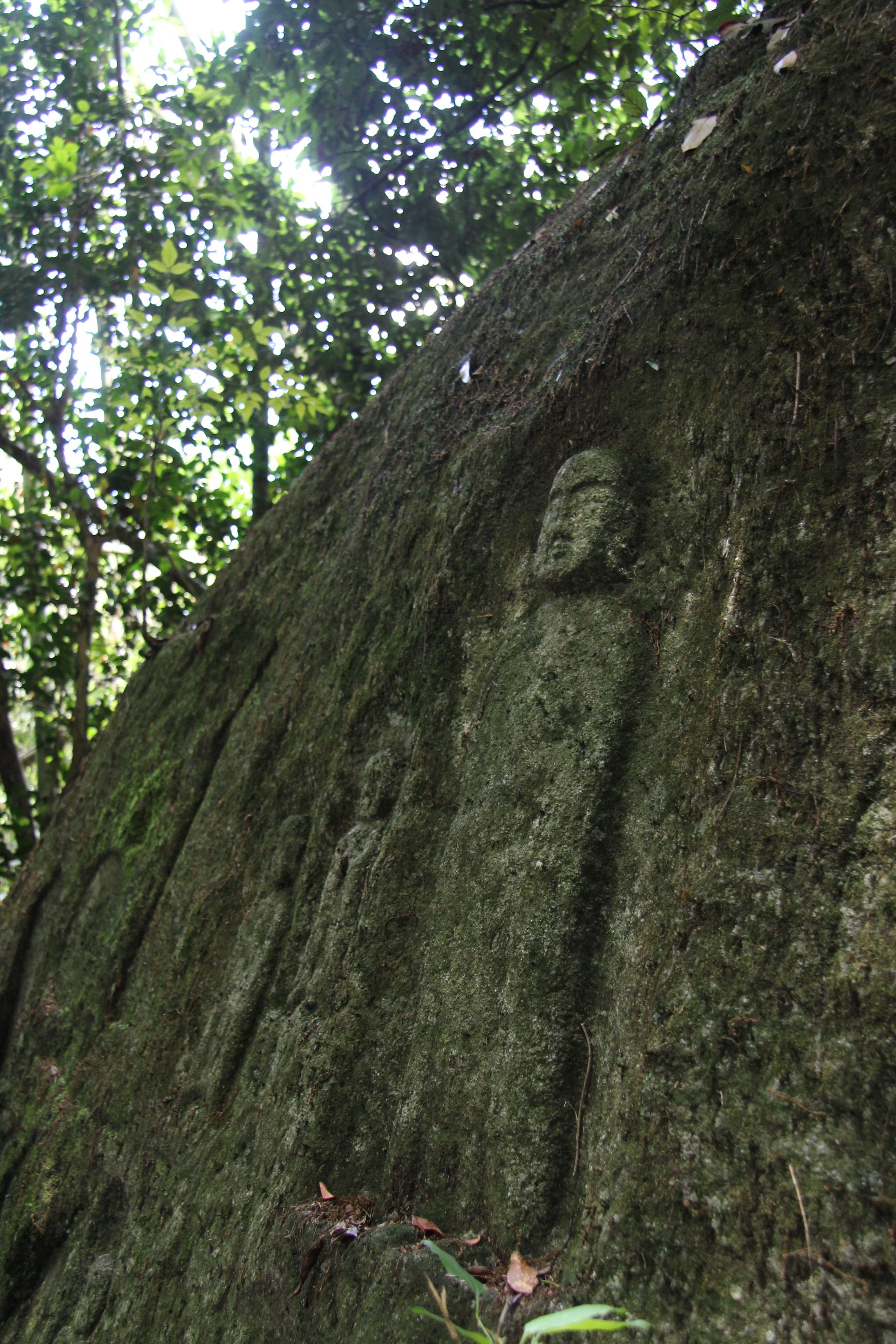
磨崖仏
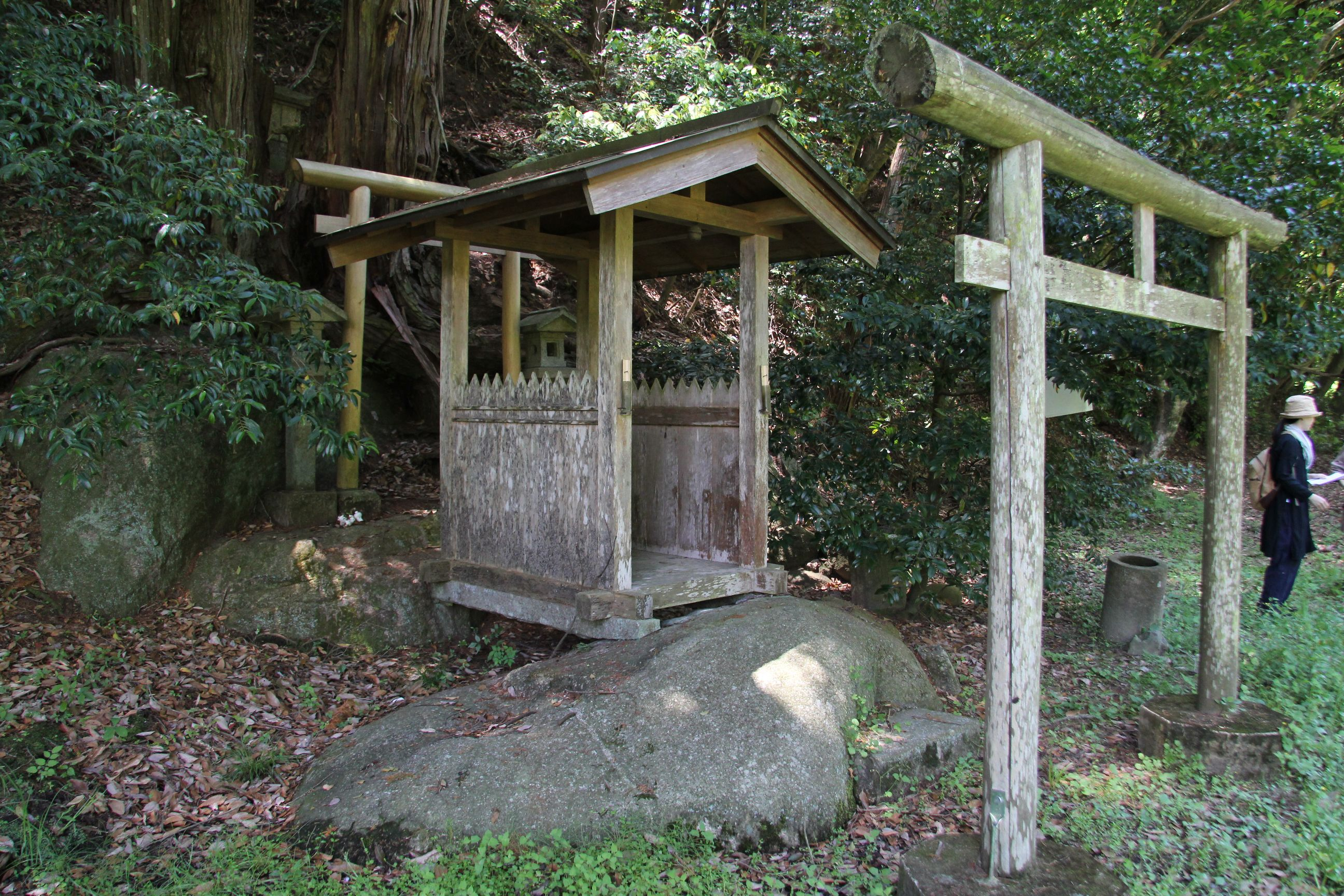
薬師神社
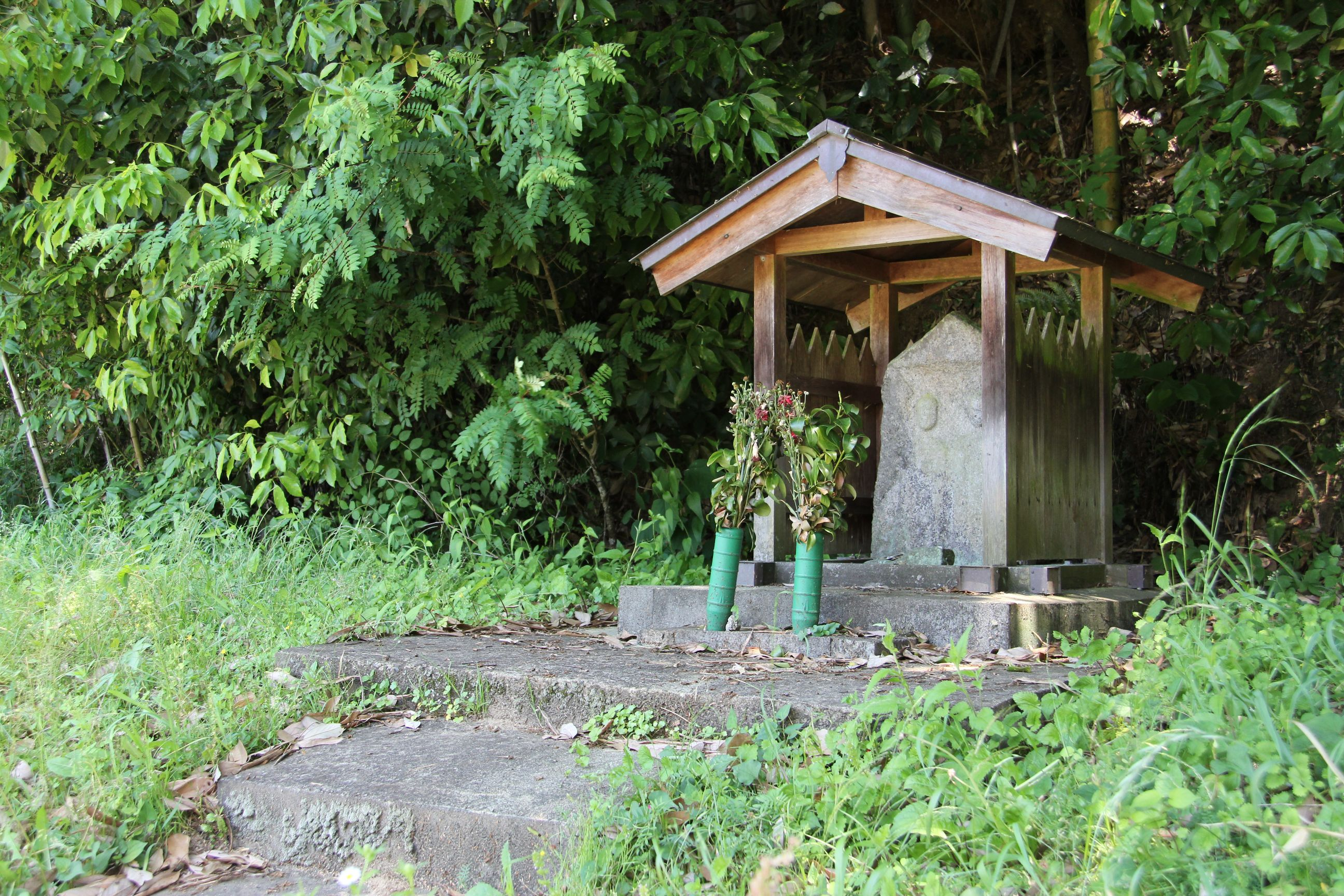
はうずきさん

日本遺産
- 日本遺産第1号『日本茶800年の歴史散歩』京都・山城
- 童仙房・高尾・田山・今山の茶畑が、2015年（平成27年）4月24日に日本遺産第1号『日本茶800年の歴史散歩』京都・山城を構成する文化財要素として、大規模な山なり茶園と茶園に囲まれ点在する茶農家群が指定。

童仙房地区は、明治初期に京都府主導により士族を転住させ開拓、府の支庁を設け、輸出増に対応すべく茶業振興に努めた地をストーリーの構成要素の1つとして、日本遺産認定。
今山七尾鳥地区は、1969年（昭和44年）の高山ダムの建設に伴い、高尾や田山から移転してきた農家によって開墾され、茶畑が造成された。

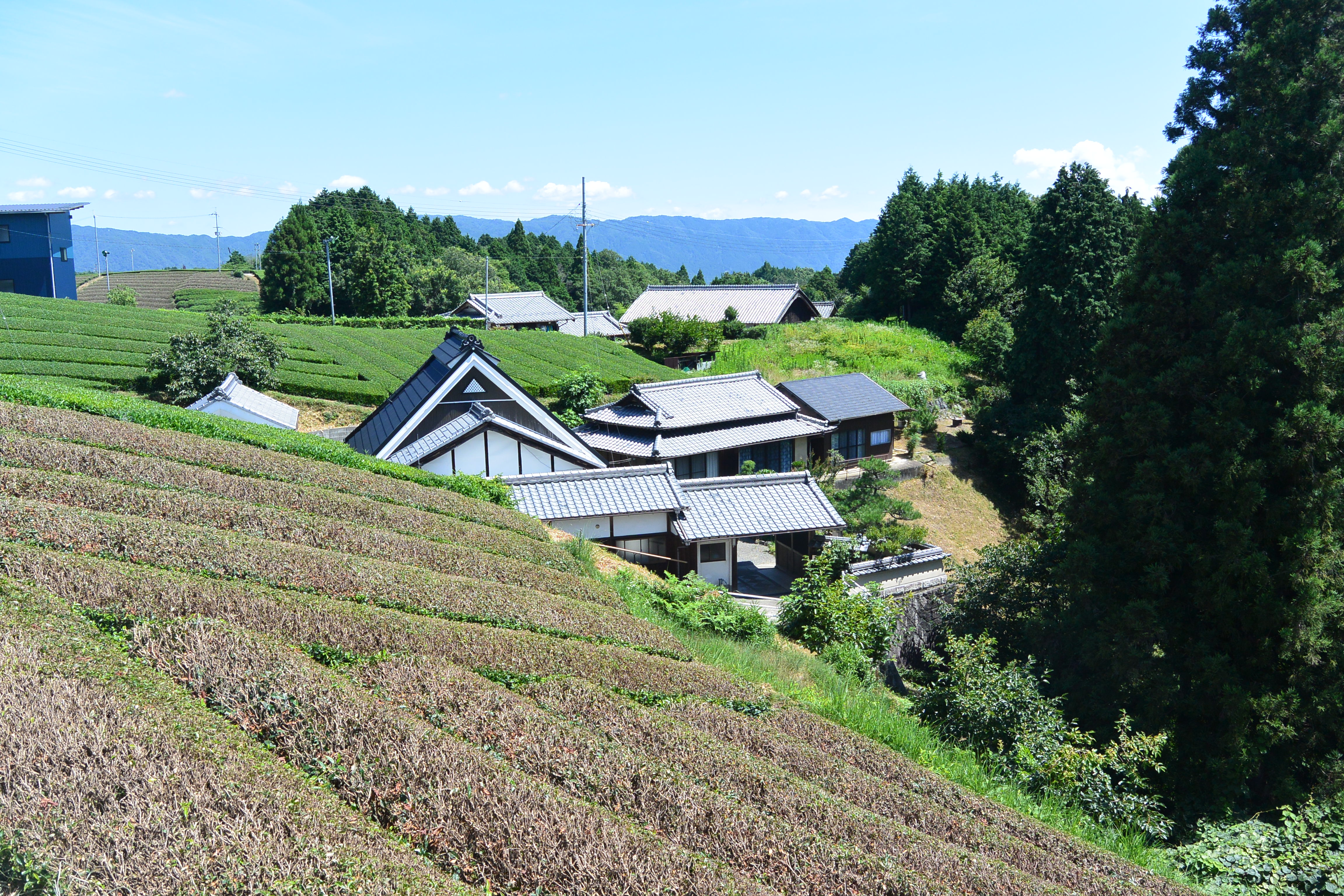
高尾地区荒堀の茶畑、一部の木は茶葉の収穫後に切り戻されており茶色く見える
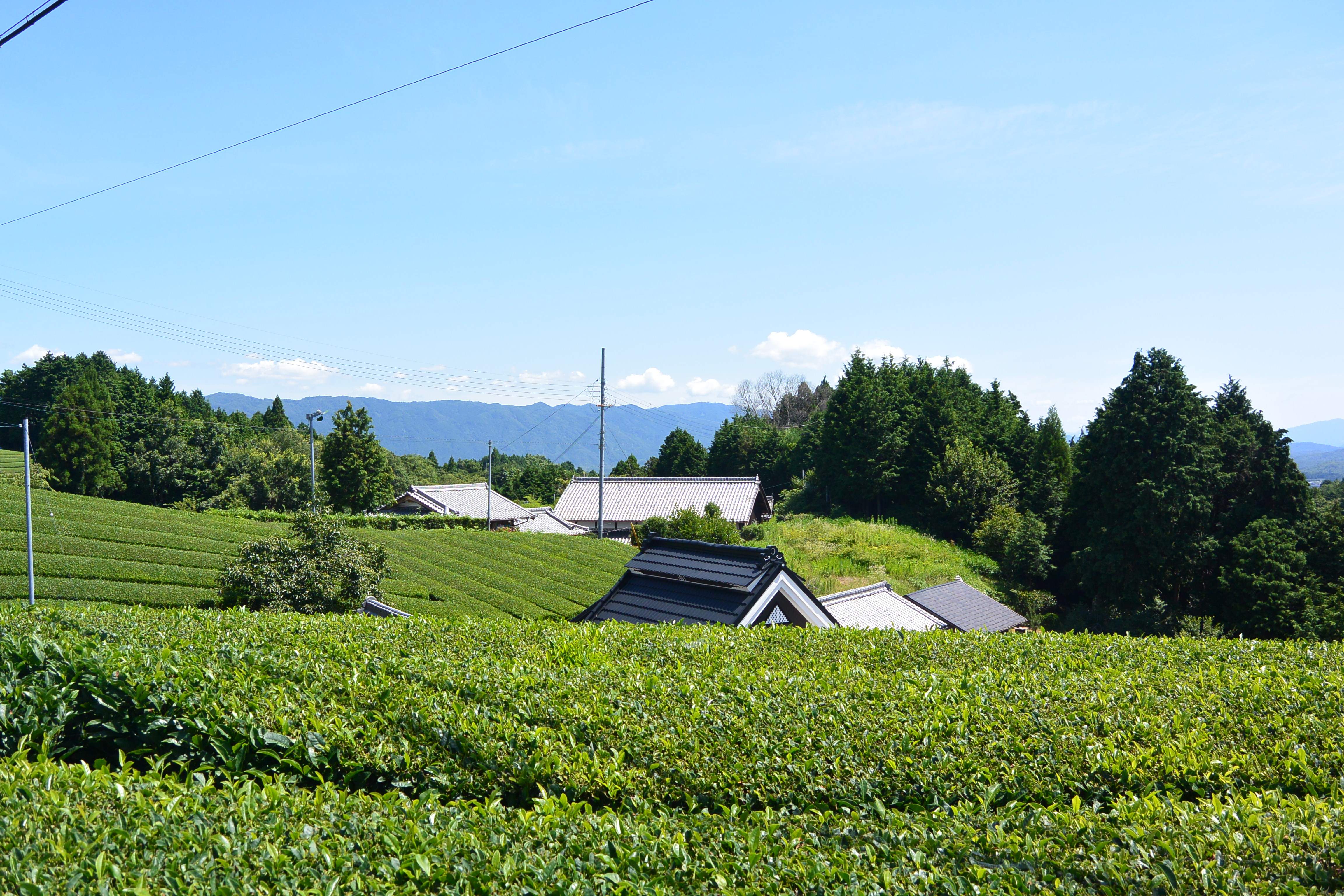
高尾地区荒堀の茶畑、畑の中に民家が点在する
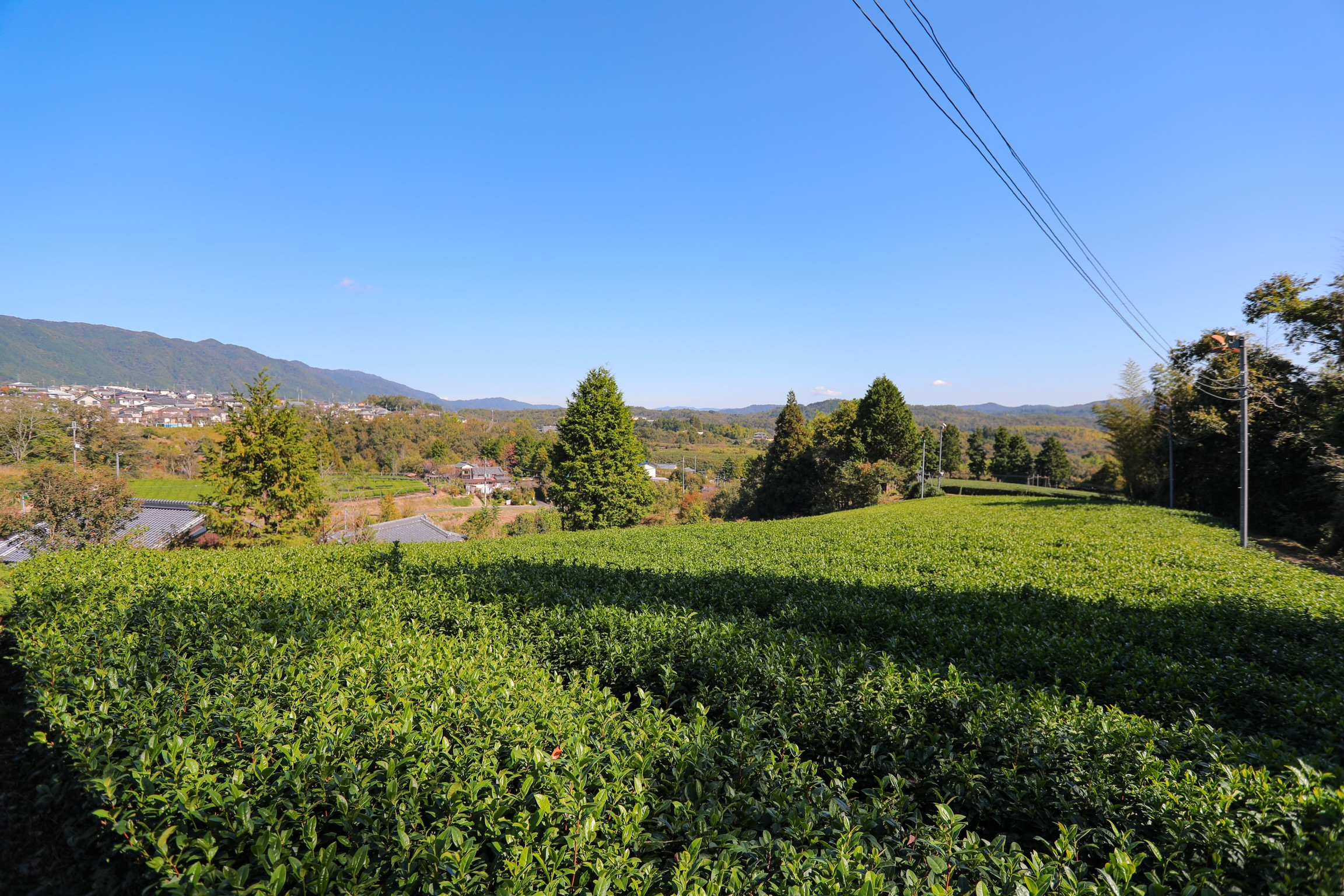
七尾鳥地区の茶畑

寺院
- 観音寺
- 春光寺
- 真輪院
- 總神寺
- 地蔵寺
- ないおん寺

神社
- 大神宮社
- 春日神社
- 国津神社
- 恋志谷神社
- 権現神社
- 三升権現社
- 諏訪神社
- 津島神社
- 六所神社
- 六所神社北大河原

田山地区の宗教施設
- 華将寺跡・磨崖仏
- 薬師神社（かさがみさん）
- はうずきさん（はがみさん）

- 磨崖仏
- 磨崖仏
- 薬師神社
- はうずきさん

### 観光スポット
- 大河原橋　別名：恋路橋
- 高山ダム湖公園
- 月ヶ瀬カントリークラブ
- 月ヶ瀬湖
- 名張川
- レイクフォレストリゾート

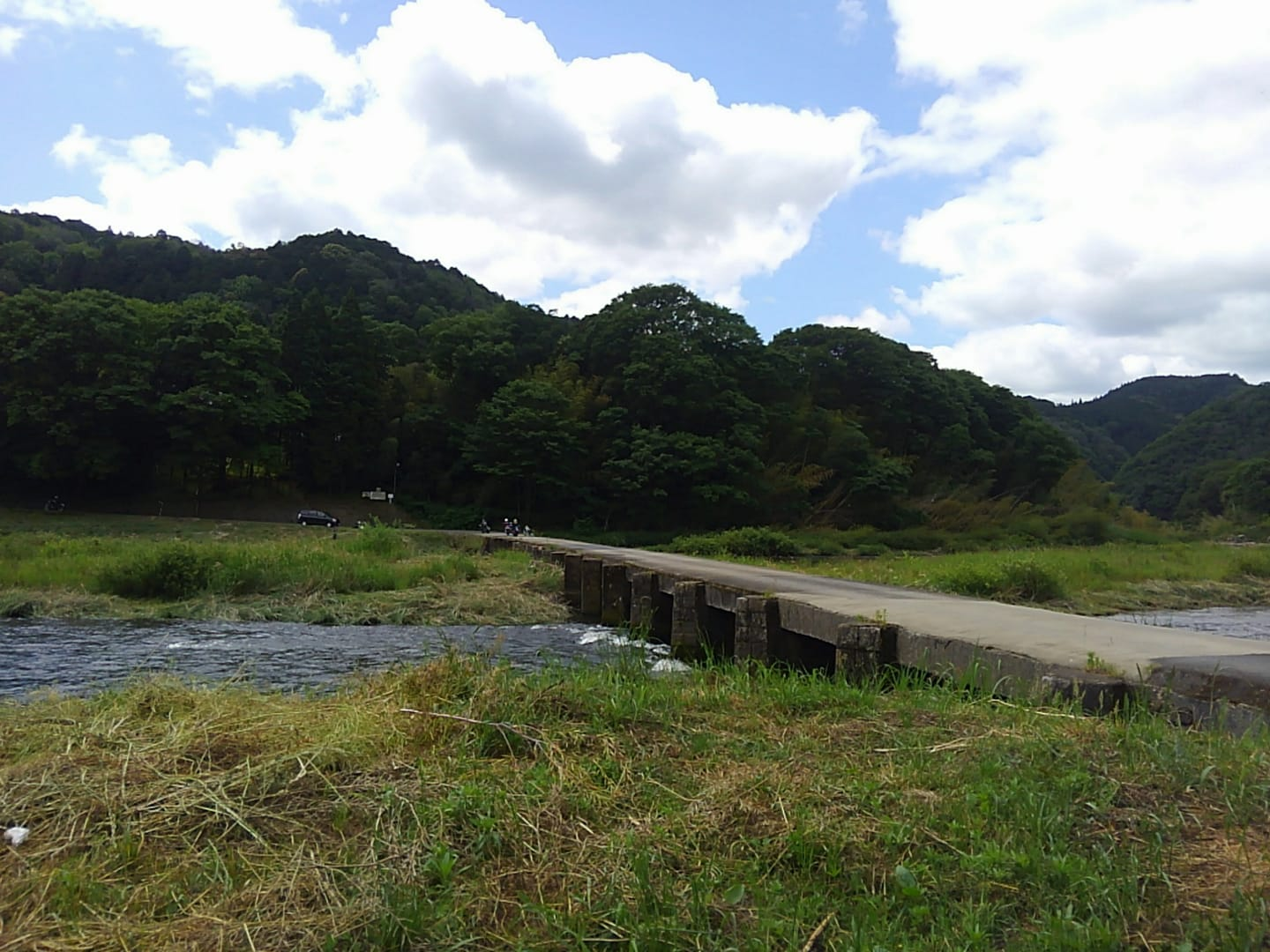
京都府相楽郡南山城村の木津川にかかる沈下橋「大河原橋」（恋路橋）

- 山のテーブル　童仙房地区の旧野殿童仙房保育園舎を利用したコミュニティスペース＆カフェスペース[15]
- 夢絃峡温泉

## 文化・名物

### 祭事・催事
主な催事
- 木津川やまなみ国際音楽祭

## 関連著名人
- ナダル（お笑い芸人・コロコロチキチキペッパーズ）※出生地は山形県
- 榊莫山（書道家）※旧大河原村
- 河内家菊水丸（タレント、伝承河内音頭家元）※当村に在住